# Saison 2018-2019 du Stade toulousain
Cette page présente la saison 2018-2019  du Stade toulousain en Top 14 et en Coupe d'Europe. La saison régulière est marquée par une série de records battus ou égalés. Ainsi, le club retrouve les premières places du classement et un jeu enthousiasment historiquement produit par le club. Premier à l'issue de la phase régulière, l'équipe se qualifie directement pour les demi-finales. Vainqueur de La Rochelle en demi, le Stade toulousain retrouve l'ASM Clermont Auvergne en finale. Victorieux grâce notamment à deux essais de Yoann Huget, Toulouse remporte son 20e bouclier de Brennus.
En coupe d'Europe, le Stade toulousain sort d'une poule compliquée (le champion en titre le Leinster, les Wasps et Bath) et défait en quart de finale le Racing 92. Toulouse retrouve les demi-finales de la compétition pour la première fois depuis 2011 où l'équipe s'incline face au Leinster.

## Transferts

### Jokers
| Nom           | Poste          | Nationalité sportive | Joker de        | Nature du joker    | Dernier club    | Mois d'arrivée | Prolongation |
| ------------- | -------------- | -------------------- | --------------- | ------------------ | --------------- | -------------- | ------------ |
| Pierre Pagès  | Demi de mêlée  | France               | Antoine Dupont  | Médical            | Blagnac rugby   | Juillet 2018   | Oui          |
| Richie Arnold | Deuxième ligne | Australie            | -               | Joueur additionnel | Yamaha Júbilo   | Janvier 2019   | Non          |
| Sam Matavesi  | Talonneur      | Fidji                | Julien Marchand | Médical            | Cornish Pirates | Avril 2019     | Non          |

## Équipe professionnelle

### Effectif
L'effectif professionnel de la saison 2018-2019 compte dix-huit joueurs formés au club. Quinze joueurs internationaux figurent dans l'équipe dont huit français.
| Nom                      | Naissance         | Nationalité sportive | International | Dernier club          | Arrivée au club |
| Talonneurs               | Talonneurs        | Talonneurs           | Talonneurs    | Talonneurs            | Talonneurs      |
| ------------------------ | ----------------- | -------------------- | ------------- | --------------------- | --------------- |
| Leonardo Ghiraldini      | 26 décembre 1984  | Italie               |               | Leicester Tigers      | 2016            |
| Guillaume Marchand       | 5 juin 1998       | France               | -             | Formé au club         | 2018            |
| Julien Marchand          | 10 mai 1995       | France               |               | Formé au club         | 2014            |
| Sam Matavesi             | 13 janvier 1992   | Fidji                |               | Cornish Pirates       | 2019            |
| Peato Mauvaka            | 10 janvier 1997   | France               | -             | Formé au club         | 2016            |
| Piliers                  |                   |                      |               |                       |                 |
| Dorian Aldegheri         | 4 août 1993       | France               |               | Formé au club         | 2013            |
| David Ainu'u             | 20 novembre 1999  | États-Unis           |               | Formé au club         | 2018            |
| Cyril Baille             | 15 septembre 1993 | France               |               | Formé au club         | 2012            |
| Clément Castets          | 5 mai 1996        | France               | -             | Formé au club         | 2017            |
| Charlie Faumuina         | 24 décembre 1986  | Nouvelle-Zélande     |               | Blues                 | 2017            |
| Rodrigue Neti            | 28 avril 1995     | France               | -             | Formé au club         | 2014            |
| Lucas Pointud            | 18 janvier 1988   | France               |               | CA Brive              | 2017            |
| Maks van Dyk             | 21 janvier 1992   | Afrique du Sud       | -             | Cheetahs              | 2016            |
| Deuxièmes lignes         |                   |                      |               |                       |                 |
| Richie Arnold            | 1er juillet 1990  | Australie            | -             | Yamaha Júbilo         | 2019            |
| Pierre Gayraud           | 27 avril 1992     | France               | -             | Union Bordeaux Bègles | 2018            |
| Richie Gray              | 24 août 1989      | Écosse               |               | Castres olympique     | 2016            |
| Iosefa Tekori            | 17 décembre 1983  | Samoa                |               | Castres olympique     | 2013            |
| Florian Verhaeghe        | 31 mai 1997       | France               | -             | Formé au club         | 2017            |
| Troisièmes lignes aile   |                   |                      |               |                       |                 |
| Carl Axtens              | 26 août 1991      | Nouvelle-Zélande     | -             | Bay of Plenty         | 2016            |
| François Cros            | 25 mars 1994      | France               | -             | Formé au club         | 2016            |
| Rynhardt Elstadt         | 20 décembre 1989  | Afrique du Sud       | -             | Stormers              | 2017            |
| Piula Faasalele          | 22 janvier 1988   | Samoa                |               | Castres olympique     | 2016            |
| Louis-Benoît Madaule     | 24 septembre 1988 | France               | -             | Union Bordeaux Bègles | 2017            |
| Alban Placines           | 23 avril 1993     | France               | -             | Biarritz olympique    | 2018            |
| Troisièmes lignes centre |                   |                      |               |                       |                 |
| Gillian Galan            | 7 août 1991       | France               | -             | Formé au club         | 2011            |
| Jerome Kaino             | 6 avril 1983      | Nouvelle-Zélande     |               | Blues                 | 2018            |
| Selevasio Tolofua        | 31 mai 1997       | France               | -             | Formé au club         | 2016            |
| Demis de mêlée           |                   |                      |               |                       |                 |
| Sébastien Bézy           | 22 novembre 1991  | France               |               | Formé au club         | 2012            |
| Antoine Dupont           | 15 novembre 1996  | France               |               | Castres olympique     | 2017            |
| Pierre Pagès             | 16 mai 1990       | France               | -             | Blagnac Rugby         | 2018            |
| Demis d'ouverture        |                   |                      |               |                       |                 |
| Zack Holmes              | 30 mai 1990       | Australie            | -             | Stade rochelais       | 2017            |
| Romain Ntamack           | 1er mai 1999      | France               |               | Formé au club         | 2017            |
| Centres                  |                   |                      |               |                       |                 |
| Pita Ahki                | 24 septembre 1992 | Nouvelle-Zélande     | -             | Connacht              | 2018            |
| Théo Belan               | 15 novembre 1992  | France               | -             | LOU rugby             | 2018            |
| Pierre Fouyssac          | 17 mars 1995      | France               | -             | SU Agen               | 2018            |
| Maxime Mermoz            | 28 juillet 1986   | France               |               | Newcastle Falcons     | 2018            |
| Jarrod Poï               | 22 février 1994   | Nouvelle-Zélande     | -             | Stado Tarbes          | 2015            |
| Ailiers                  |                   |                      |               |                       |                 |
| Arthur Bonneval          | 31 mai 1995       | France               | -             | Formé au club         | 2013            |
| Sofiane Guitoune         | 29 mars 1989      | France               |               | Union Bordeaux Bègles | 2016            |
| Yoann Huget              | 2 juin 1987       | France               |               | Aviron bayonnais      | 2012            |
| Cheslin Kolbe            | 28 octobre 1993   | Afrique du Sud       |               | Stormers              | 2017            |
| Matthis Lebel            | 25 mars 1999      | France               | -             | Formé au club         | 2018            |
| Lucas Tauzin             | 21 mai 1998       | France               | -             | Formé au club         | 2017            |
| Arrières                 |                   |                      |               |                       |                 |
| Maxime Médard            | 16 novembre 1986  | France               |               | Formé au club         | 2004            |
| Thomas Ramos             | 23 juillet 1995   | France               |               | Formé au club         | 2014            |

En décembre 2018, Jarrod Poï est prêté au Biarritz olympique jusqu'à la fin de la saison. Le prêt est ensuite prolongé pour la saison 2019-2020.

### Capitaine
Après le départ à la retraite de Florian Fritz à la retraite en 2018, Julien Marchand est nommé capitaine du Stade toulousain. Il est parfois suppléé par Iosefa Tekori ou François Cros. Après la blessure de Marchand dans le Tournoi des Six Nations 2019, Jerome Kaino prend le brassard.

### Débuts professionnels
| Nom                | Poste          | Date              | Adversaire            | Stade                 | Âge    | Compétition | Matches (points) |
| ------------------ | -------------- | ----------------- | --------------------- | --------------------- | ------ | ----------- | ---------------- |
| Matthis Lebel      | Ailier         | 23 septembre 2018 | Montpellier HR        | GGL Stadium           | 19 ans | Top 14      | 7 (15)           |
| Guillaume Marchand | Talonneur      | 23 septembre 2018 | Montpellier HR        | GGL Stadium           | 20 ans | Top 14      | 14 (10)          |
| David Ainuu        | Pilier         | 23 septembre 2018 | Montpellier HR        | GGL Stadium           | 19 ans | Top 14      | 6 (0)            |
| Alexandre Manukula | Deuxième ligne | 23 décembre 2018  | ASM Clermont Auvergne | Stade Marcel-Michelin | 22 ans | Top 14      | 1 (0)            |
| Paulo Tafili       | Pilier         | 23 février 2019   | Montpellier HR        | Stade Ernest-Wallon   | 23 ans | Top 14      | 6 (0)            |

### Staff
Le staff d'encadrement de l'équipe professionnelle du Stade toulousain est celui-ci :

#### Entraîneurs
| Nom                | Rôle                                                          | Nationalité sportive | Ancien Club      | Ancienne fonction    | Ancien joueur du club | Année d'arrivée |
| ------------------ | ------------------------------------------------------------- | -------------------- | ---------------- | -------------------- | --------------------- | --------------- |
| Ugo Mola           | Entraîneur principal, responsable des arrières                | France               | SC Albi          | Entraîneur principal | Oui                   | 2015            |
| Régis Sonnes       | Entraîneur principal, responsable des avants et de la défense | France               | Bandon RFC       | Entraîneur           | Oui                   | 2018            |
| William Servat     | Entraîneur adjoint, responsable de la mêlée                   | France               | Stade toulousain | Joueur               | Oui                   | 2012            |
| Jean Bouilhou      | Entraîneur assistant, responsable de la touche                | France               | Section paloise  | Joueur               | Oui                   | 2016            |
| Clément Poitrenaud | Entraîneur assistant, responsable des skills                  | France               | Sharks           | Joueur               | Oui                   | 2017            |
| Laurent Thuéry     | Entraîneur assistant, responsable du laboratoire de jeu       | France               | Stade toulousain | Analyste vidéo       | Oui                   | 2015            |
| Jérôme Cazalbou    | Manager du haut niveau                                        | France               | Stade toulousain | Joueur               | Oui                   | 2018            |

#### Staff médical
- Philippe Izard (médecin)
- Benoît Castéra (kinésithérapeute)
- Bruno Jouan (kinésithérapeute, ostéopathe)
- Michel Laurent (kinésithérapeute)
- Frédéric Sanchez (ostéopathe)

#### Préparateurs physiques
- Alexandre Marco (principal)
- Bernard Baïsse (assistant)
- Florent Lokteff (assistant)
- Zeba Traoré (réhabilitation)
- Saad Drissi (responsable de la data)

#### Secteur vidéo
- Frédérick Gabas (principal)
- Etienne Quemin (assistant)

## Calendrier et résultats

### Calendrier
| Date du match      | Domicile              | Extérieur             | Score (bonus) | Lieu du match          | Catégorie               | Classement |
| ------------------ | --------------------- | --------------------- | ------------- | ---------------------- | ----------------------- | ---------- |
| 27 juillet 2018    | Colomiers rugby       | Stade toulousain      | 26 - 12       | Stade Michel-Bendichou | Amical                  | -          |
| 9 août 2018        | USA Perpignan         | Stade toulousain      | 21 - 19       | Stade Aimé-Giral       | Amical                  | -          |
| 25 août 2018       | Lyon OU               | Stade toulousain      | 16 - 16       | Matmut Stadium Gerland | 1re journée de Top 14   | 7          |
| 1er septembre 2018 | FC Grenoble           | Stade toulousain      | (BD) 20 - 23  | Stade des Alpes        | 2e journée de Top 14    | 4          |
| 8 septembre 2018   | Stade toulousain      | Stade rochelais       | 33 - 26       | Stade Ernest-Wallon    | 3e journée de Top 14    | 3          |
| 15 septembre 2018  | Stade toulousain      | Racing 92             | 30 - 17       | Stade Ernest-Wallon    | 4e journée de Top 14    | 4          |
| 23 septembre 2018  | Montpellier HR        | Stade toulousain      | (BO) 66 - 15  | GGL Stadium            | 5e journée de Top 14    | 4          |
| 29 septembre 2018  | Stade toulousain      | Castres olympique     | (BD) 22 - 26  | Stade Ernest-Wallon    | 6e journée de Top 14    | 8          |
| 6 octobre 2018     | Stade toulousain      | SU Agen               | 10 - 0        | Stade Ernest-Wallon    | 7e journée de Top 14    | 6          |
| 13 octobre 2018    | Bath                  | Stade toulousain      | (BD) 20 - 22  | Recreation Ground      | 1re journée d'ERCC1     | 2          |
| 21 octobre 2018    | Stade toulousain      | Leinster              | 28 - 27 (BD)  | Stade Ernest-Wallon    | 2e journée d'ERCC1      | 1er        |
| 27 octobre 2018    | USA Perpignan         | Stade toulousain      | 18 - 36 (BO)  | Stade Aimé-Giral       | 8e journée de Top 14    | 3          |
| 3 novembre 2018    | Stade toulousain      | Union Bordeaux Bègles | (BO) 40 - 0   | Stade Ernest-Wallon    | 9e journée de Top 14    | 2e         |
| 24 novembre 2018   | Section paloise       | Stade toulousain      | (BD) 13 - 15  | Stade du Hameau        | 10e journée de Top 14   | 2e         |
| 2 décembre 2018    | Stade toulousain      | Stade français Paris  | (BO) 49 - 20  | Stade Ernest-Wallon    | 11e journée de Top 14   | 2e         |
| 8 décembre 2018    | Wasps                 | Stade toulousain      | 16 - 24       | Ricoh Arena            | 3e journée d'ERCC1      | 1er        |
| 15 décembre 2018   | Stade toulousain      | Wasps                 | (BO) 42 - 27  | Stade Ernest-Wallon    | 4e journée d'ERCC1      | 1er        |
| 23 décembre 2018   | ASM Clermont          | Stade toulousain      | 20 - 20       | Stade Marcel-Michelin  | 12e journée de Top 14   | 2e         |
| 30 décembre 2018   | Stade toulousain      | RC Toulon             | (BO) 39 - 0   | Stadium de Toulouse    | 13e journée de Top 14   | 2e         |
| 5 janvier 2019     | SU Agen               | Stade toulousain      | (BD) 20 - 27  | Stade Armandie         | 14e journée de Top 14   | 2e         |
| 12 janvier 2019    | Leinster              | Stade toulousain      | 29 - 13       | RDS Arena              | 5e journée d'ERCC1      | 2          |
| 20 janvier 2019    | Stade toulousain      | Bath                  | 20 - 17 (BD)  | Stade Ernest-Wallon    | 6e journée d'ERCC1      | 2          |
| 27 janvier 2019    | Stade toulousain      | FC Grenoble           | (BO) 29 - 16  | Stade Ernest-Wallon    | 15e journée de Top 14   | 1er        |
| 17 février 2019    | Racing 92             | Stade toulousain      | (BD) 29 - 34  | Paris La Défense Arena | 16e journée de Top 14   | 1er        |
| 23 février 2019    | Stade toulousain      | Montpellier HR        | 27 - 14       | Stade Ernest-Wallon    | 17e journée de Top 14   | 1er        |
| 3 mars 2019        | Stade français Paris  | Stade toulousain      | 9 - 28 (BO)   | Stade Jean-Bouin       | 18e journée de Top 14   | 1er        |
| 17 mars 2019       | Stade toulousain      | Lyon OU               | (BO) 53 - 21  | Stade Ernest-Wallon    | 19e journée de Top 14   | 1er        |
| 24 mars 2019       | Stade rochelais       | Stade toulousain      | (BD) 19 - 23  | Stade Marcel-Deflandre | 20e journée de Top 14   | 1er        |
| 31 mars 2019       | Racing 92             | Stade toulousain      | (BD) 21 - 22  | Paris La Défense Arena | Quart-de-finale d'ERCC1 | Qualifié   |
| 6 avril 2019       | RC Toulon             | Stade toulousain      | 25 - 10       | Orange Vélodrome       | 21e journée de Top 14   | 1er        |
| 14 avril 2019      | Stade toulousain      | ASM Clermont          | 47 - 44 (BD)  | Stadium de Toulouse    | 22e journée de Top 14   | 1er        |
| 21 avril 2019      | Leinster              | Stade toulousain      | 30 - 12       | Aviva Stadium          | Demi-finale d'ERCC1     | Éliminé    |
| 27 avril 2019      | Castres olympique     | Stade toulousain      | (BD) 20 - 21  | Stade Pierre-Fabre     | 23e journée de Top 14   | 1er        |
| 4 mai 2019         | Stade toulousain      | Section paloise       | (BO) 83 - 6   | Stade Ernest-Wallon    | 24e journée de Top 14   | 1er        |
| 19 mai 2019        | Union Bordeaux Bègles | Stade toulousain      | 36 - 43       | Stade Chaban-Delmas    | 25e journée de Top 14   | 1er        |
| 25 mai 2019        | Stade toulousain      | USA Perpignan         | (BO) 47 - 7   | Stade Ernest-Wallon    | 26e journée de Top 14   | 1er        |
| 8 juin 2019        | Stade toulousain      | Stade rochelais       | (BO) 20 - 6   | Matmut Atlantique      | Demi-finale de Top 14   | Qualifié   |
| 15 juin 2019       | Stade toulousain      | ASM Clermont          | 24 - 18       | Stade de France        | Finale de Top 14        | Champion   |

### Top 14

#### Phase régulière
| Rang | Club                  | J  | V  | N | D  | Bo | Bd | Pm  | Pe  | Diff | Pts |
| ---- | --------------------- | -- | -- | - | -- | -- | -- | --- | --- | ---- | --- |
| 1    | Stade toulousain      | 26 | 21 | 2 | 3  | 9  | 1  | 820 | 508 | +312 | 98  |
| 2    | ASM Clermont          | 26 | 16 | 3 | 7  | 9  | 4  | 828 | 535 | +293 | 83  |
| 3    | Lyon OU               | 26 | 17 | 1 | 8  | 7  | 1  | 683 | 525 | +158 | 78  |
| 4    | Racing 92             | 26 | 15 | 1 | 10 | 8  | 4  | 750 | 563 | +187 | 74  |
| 5    | Stade rochelais       | 26 | 16 | 0 | 10 | 6  | 1  | 719 | 616 | +103 | 71  |
| 6    | Montpellier HR        | 26 | 14 | 1 | 11 | 6  | 6  | 659 | 546 | +113 | 70  |
| 7    | Castres olympique (T) | 26 | 15 | 0 | 11 | 4  | 5  | 508 | 499 | +9   | 69  |
| 8    | Stade français Paris  | 26 | 14 | 0 | 12 | 4  | 4  | 583 | 579 | +4   | 64  |
| 9    | RC Toulon             | 26 | 12 | 0 | 14 | 6  | 3  | 572 | 542 | +30  | 57  |
| 10   | Union Bordeaux Bègles | 26 | 12 | 1 | 13 | 4  | 3  | 618 | 711 | -93  | 57  |
| 11   | Section paloise       | 26 | 9  | 0 | 17 | 2  | 5  | 501 | 763 | -262 | 43  |
| 12   | SU Agen               | 26 | 8  | 1 | 17 | 0  | 4  | 431 | 654 | -223 | 38  |
| 13   | FC Grenoble (P)       | 26 | 5  | 2 | 19 | 0  | 5  | 448 | 691 | -243 | 29  |
| 14   | USA Perpignan (P)     | 26 | 2  | 0 | 24 | 0  | 4  | 433 | 821 | -388 | 12  |

|  | Qualification pour les demi-finales (no 1, no 2) et pour la Coupe d'Europe 2019-2020.         |
|  | Qualification pour les barrages (no 3, no 4, no 5, no 6) et pour la Coupe d'Europe 2019-2020. |
|  | Qualification pour la Challenge Cup 2019-2020.                                                |
|  | Barrage face au finaliste de Pro D2 (no 13).                                                  |
|  | Relégué en Pro D2 pour la saison 2019-2020 (no 14).                                           |
|  | T : tenant du titre 2018 • P : promu 2018                                                     |

Évolution du classement du Stade toulousain en fonction de la journée de championnat :

#### Records
Au cours de la saison régulière, le Stade toulousain bat ou égale plusieurs records du championnat sous forme de poule unique à 14 clubs :
- Nombre de points : 98,
- Nombre d'essais : 102,
- Plus petit nombre de défaites : 3,
- Invincibilité : 14 matches consécutifs,
- Victoires à l'extérieur : 9 (record égalé),
- Points à l'extérieur : 42,
- Remontée en deuxième mi-temps : mené 36-7 à la mi-temps par l'Union Bordeaux Bègles, le Stade toulousain remporte le match (43-36) le 19 mai,
- Meilleure phase retour : 53 points (record égalé).

#### Phase finale
Demi-finale
| 8 juin 2019 21 h 0 | Stade toulousain | 20 - 6 (7 - 6) | Stade rochelais                   | Matmut Atlantique, Bordeaux 42 071 spectateurs Arbitre : Pascal Gaüzère |
| 8 juin 2019 21 h 0 | Essai(s) : 3 Guitoune (13e), Bézy (60e) et Kolbe (65e) Transformation(s) : 1 Ramos (14e) Pénalité(s) : 1 Bézy (73e) |                | Pénalité(s) : 2 West (22e et 27e) | Matmut Atlantique, Bordeaux 42 071 spectateurs Arbitre : Pascal Gaüzère |
| 8 juin 2019 21 h 0 | |                |                                   | Matmut Atlantique, Bordeaux 42 071 spectateurs Arbitre : Pascal Gaüzère |

Finale
| Samedi 15 juin 2019 20 h 45 | Stade toulousain | 24 - 18 (11 - 9) | ASM Clermont                                                  | Stade de France, Saint-Denis Arbitre : Jérôme Garcès |
| Samedi 15 juin 2019 20 h 45 | Essai(s) : 2 Huget (28e, 55e) Transformation(s) : 1 Ramos (56e) Pénalité(s) : 4 Ramos (9e, 18e, 49e, 66e) Carton(s) jaune(s) : 1 Kolbe (33e) |                  | Pénalité(s) : 6 Laidlaw (2e, 14e, 34e, 52e, 61e), Lopez (73e) | Stade de France, Saint-Denis Arbitre : Jérôme Garcès |
| Samedi 15 juin 2019 20 h 45 | |                  |                                                               | Stade de France, Saint-Denis Arbitre : Jérôme Garcès |

### Coupe d'Europe

#### Phase de poule
Dans la Coupe d'Europe, le Stade toulousain fait partie de la poule 1 et est opposé aux Anglais des Wasps et de Bath Rugby et aux Irlandais du Leinster Rugby.
| Rang | Équipe           | J | V | N | D | Em | Ee | Bo | Bd | Pm  | Pe  | Diff | Pts |
| ---- | ---------------- | - | - | - | - | -- | -- | -- | -- | --- | --- | ---- | --- |
| 1    | Leinster (T)     | 6 | 5 | 0 | 1 | 27 | 10 | 4  | 1  | 204 | 88  | +116 | 25  |
| 2    | Stade toulousain | 6 | 5 | 0 | 1 | 16 | 15 | 1  | 0  | 149 | 136 | +13  | 21  |
| 3    | Bath Rugby       | 6 | 1 | 1 | 4 | 14 | 19 | 1  | 3  | 115 | 152 | -37  | 10  |
| 4    | Wasps            | 6 | 0 | 1 | 5 | 13 | 26 | 1  | 1  | 116 | 208 | -92  | 4   |

#### Phase finale
Quart de finale
| 31 mars 2019 16 h 15 | Racing 92 | 21 - 22 (10-19) | Stade toulousain | Paris La Défense Arena, Nanterre 26 092 spectateurs Arbitre : Luke Pearce |
| 31 mars 2019 16 h 15 | Essai(s) : 2 Thomas (19e), Chat (75e) Transformation(s) : 1 Machenaud (20e) Pénalité(s) : 3 Machenaud (13e, 49e, 55e) Carton(s) jaune(s) : 2 Thomas (28e), Imhoff (68e) |                 | Essai(s) : 3 Dupont (7e, 37e), Médard (32e) Transformation(s) : 2 Holmes (8e), Ntamack (37e) Pénalité(s) : 1 Ramos (68e) Carton(s) rouge(s) : 1 Holmes (22e) | Paris La Défense Arena, Nanterre 26 092 spectateurs Arbitre : Luke Pearce |
| 31 mars 2019 16 h 15 | |                 | | Paris La Défense Arena, Nanterre 26 092 spectateurs Arbitre : Luke Pearce |

Demi-finale
| 21 avril 2019 16 h 15 | Leinster | 30 - 12 (17 - 6) | Stade toulousain                                                                      | Aviva Stadium, Dublin 42 916 spectateurs Arbitre : Wayne Barnes |
| 21 avril 2019 16 h 15 | Essai(s) : 3 Lowe (13e), McGrath (25e), Fardy (52e) Transformation(s) : 3 Sexton (14e, 27e, 54e) Pénalité(s) : 3 Sexton (10e, 65e), R. Byrne (77e) Carton(s) jaune(s) : 1 Henshaw (30e) |                  | Pénalité(s) : 4 Ramos (5e, 30e, 44e), Ntamack (59e) Carton(s) jaune(s) : 1 Gray (24e) | Aviva Stadium, Dublin 42 916 spectateurs Arbitre : Wayne Barnes |
| 21 avril 2019 16 h 15 | |                  |                                                                                       | Aviva Stadium, Dublin 42 916 spectateurs Arbitre : Wayne Barnes |

## Statistiques

### En Top 14

#### Meilleurs réalisateurs

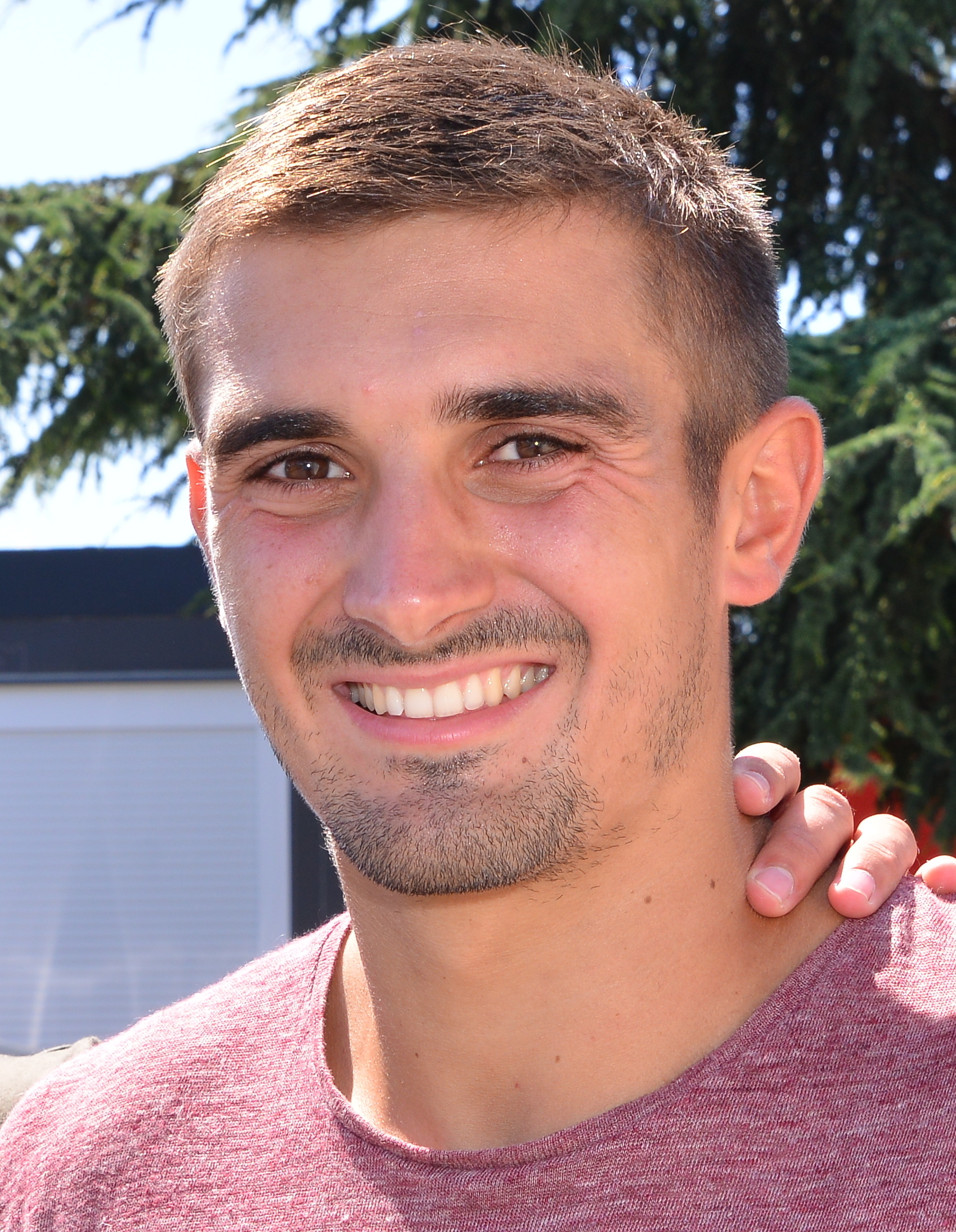
Thomas Ramos
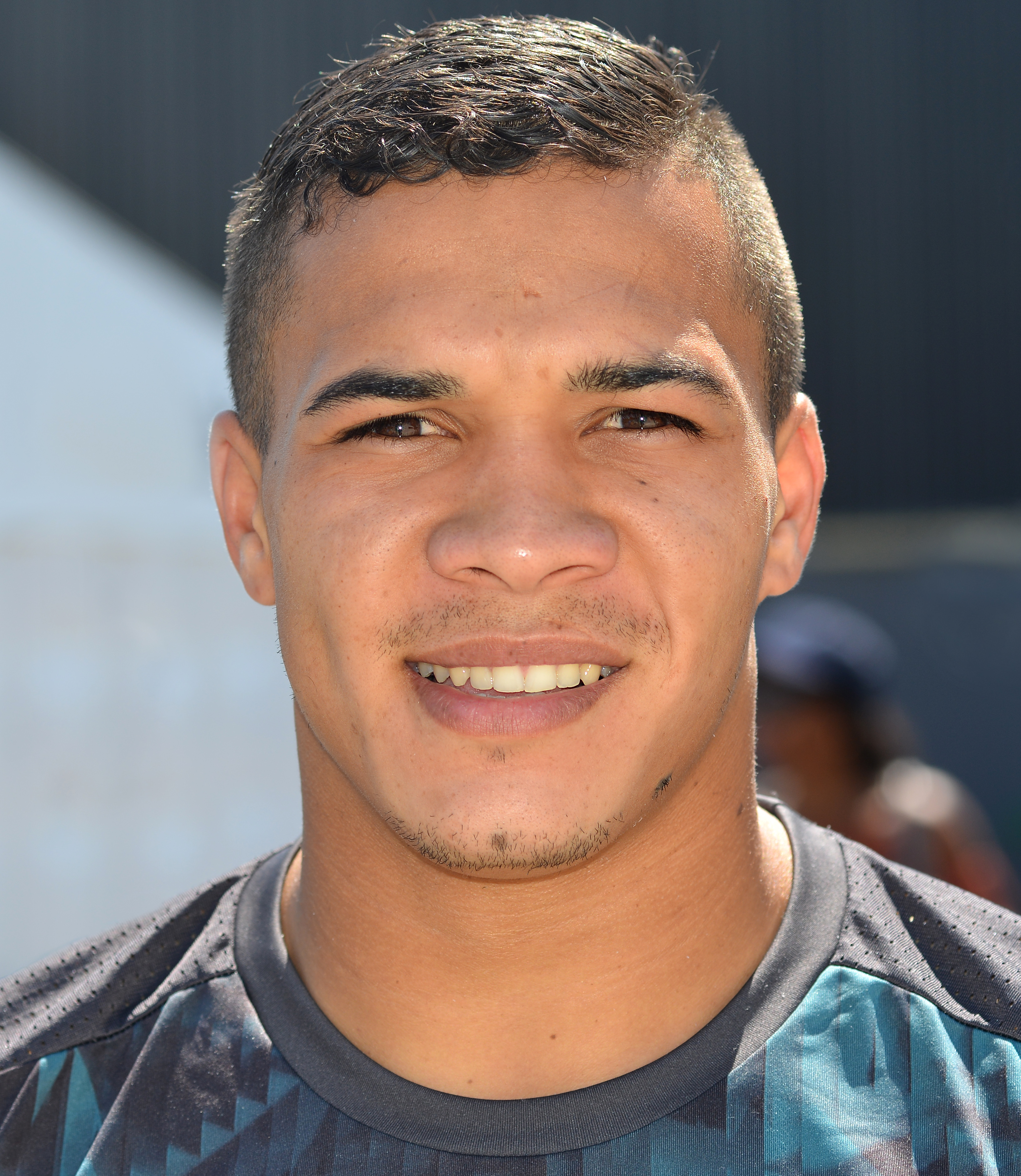
Cheslin Kolbe

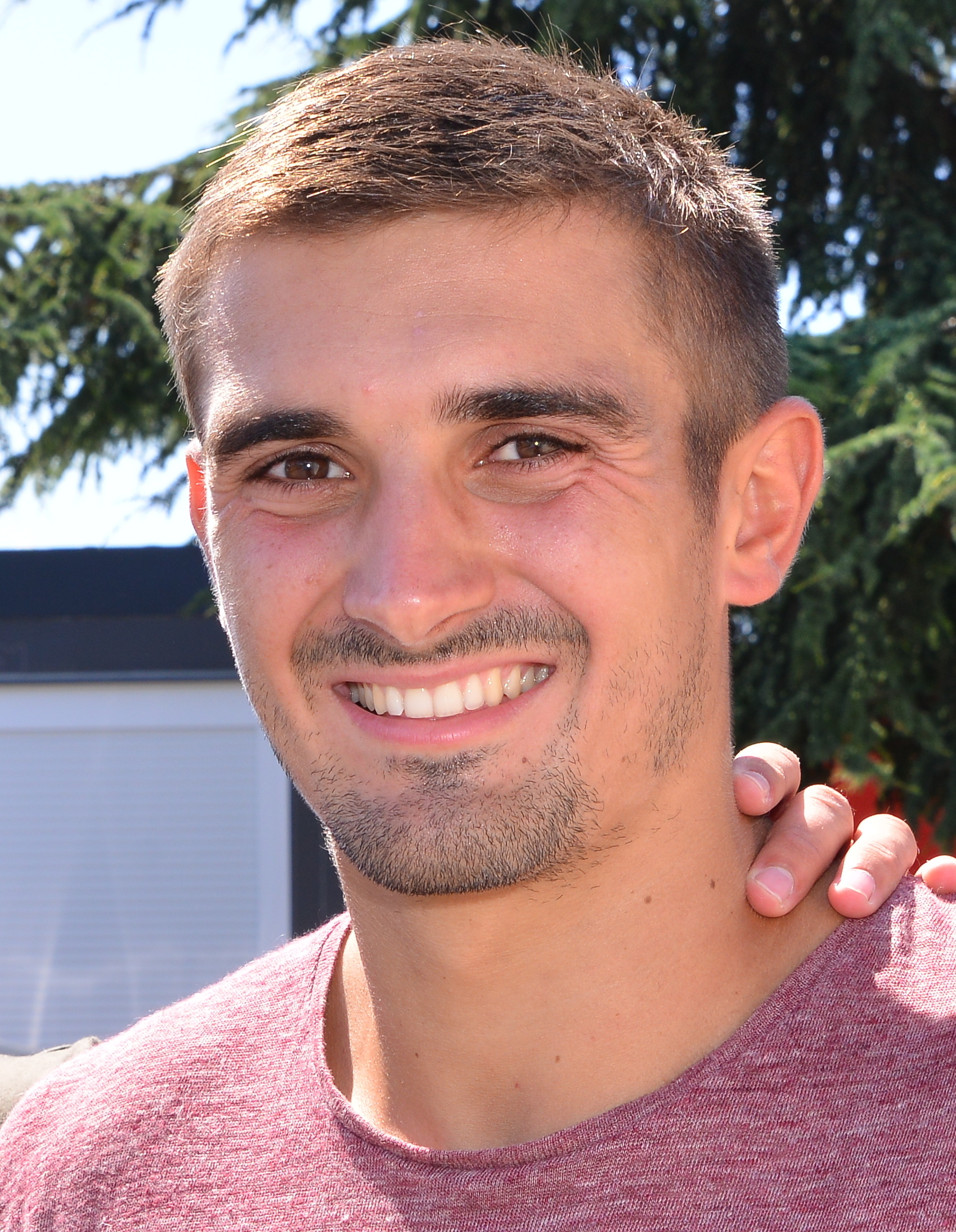
Thomas Ramos
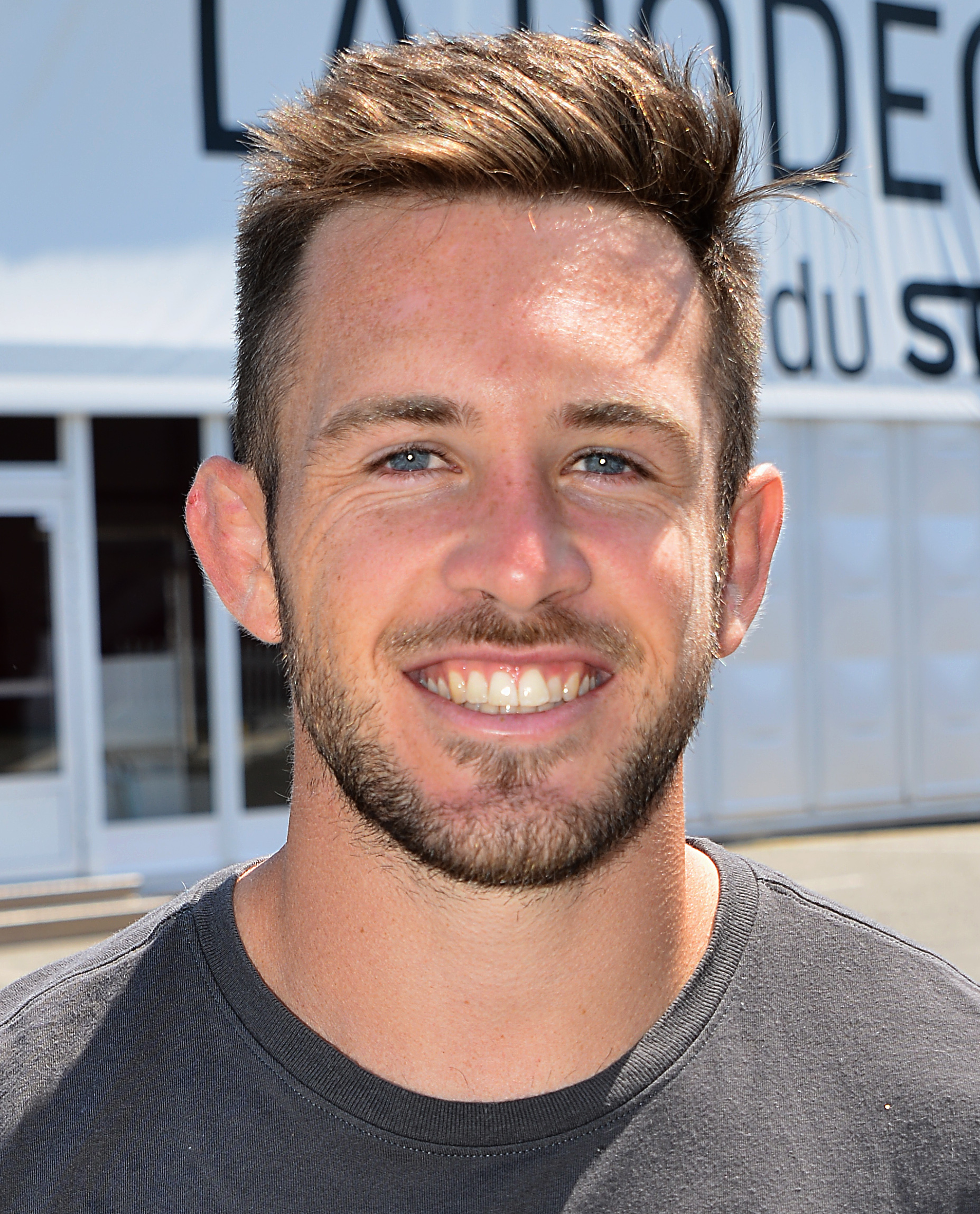
Zack Holmes

| Rang | Joueur         | Poste            | Points | Essais | Transf. | Pén. | Drops |
| ---- | -------------- | ---------------- | ------ | ------ | ------- | ---- | ----- |
| 1    | Thomas Ramos   | Arrière          | 257    | 7      | 51      | 39   | 1     |
| 2    | Zack Holmes    | Demi d'ouverture | 92     | 3      | 22      | 11   | 0     |
| 3    | Romain Ntamack | Centre           | 51     | 6      | 6       | 3    | 0     |
| 4    | Sébastien Bézy | Demi de mêlée    | 32     | 5      | 2       | 1    | 0     |

#### Meilleurs marqueurs

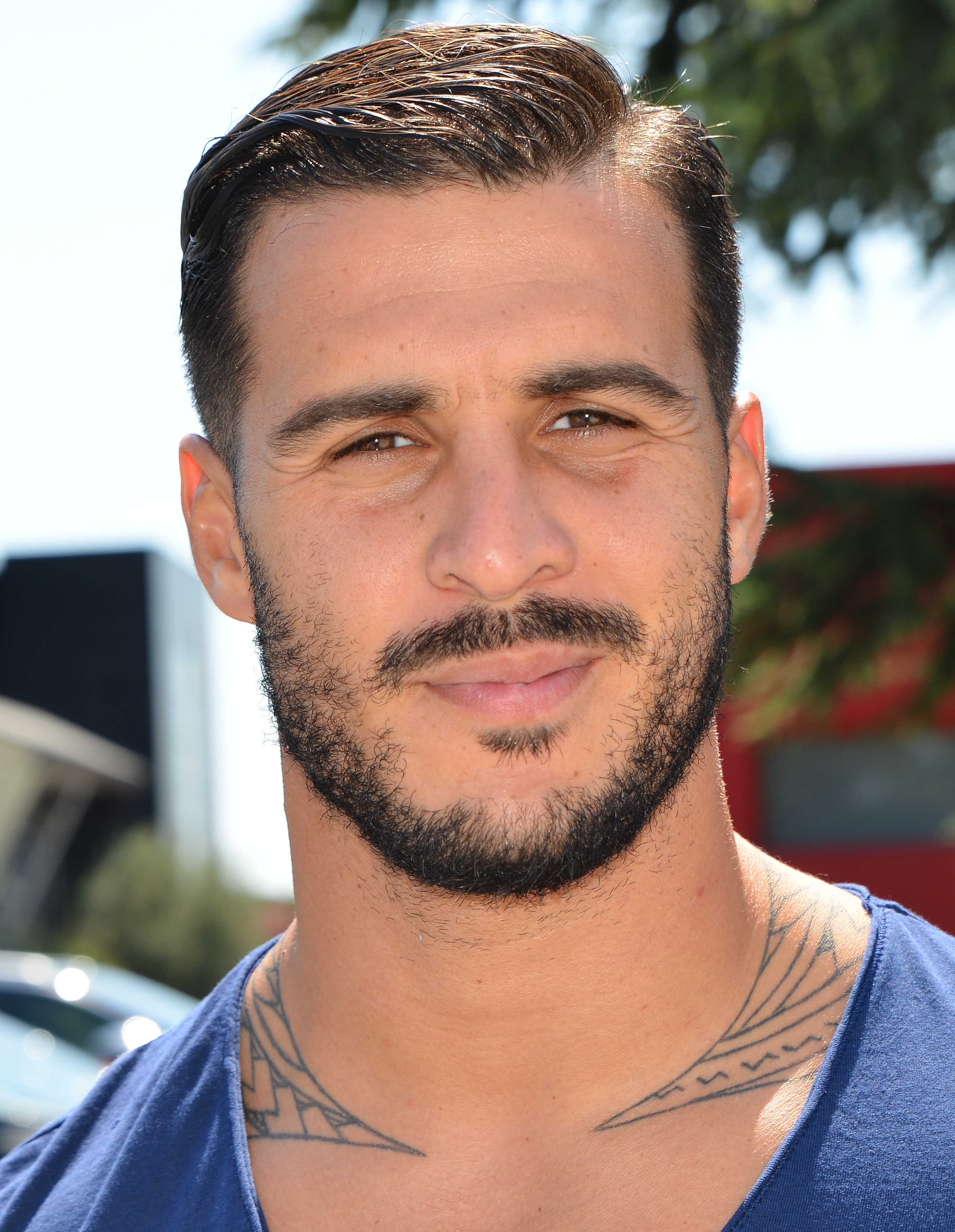
Sofiane Guitoune
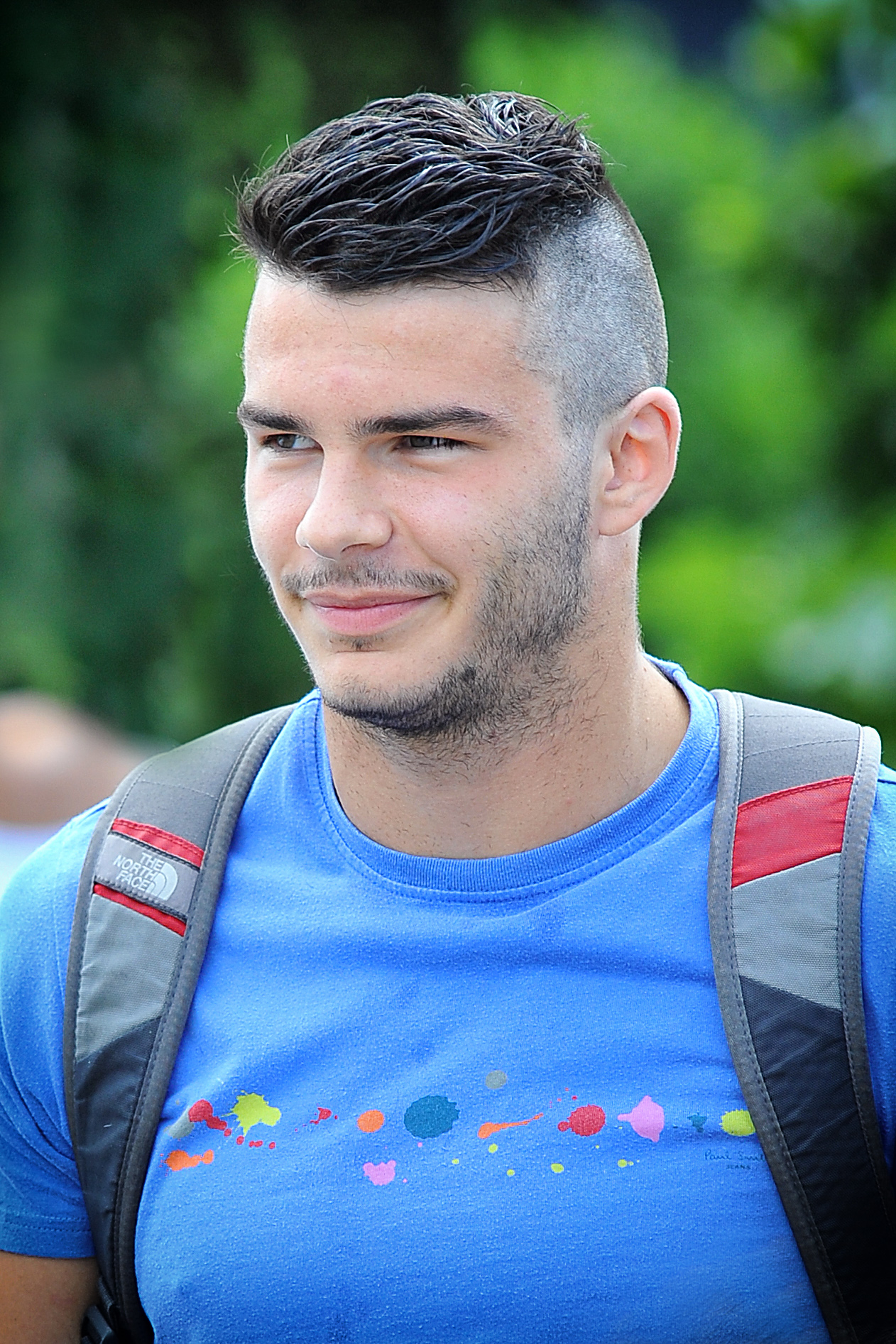
Arthur Bonneval
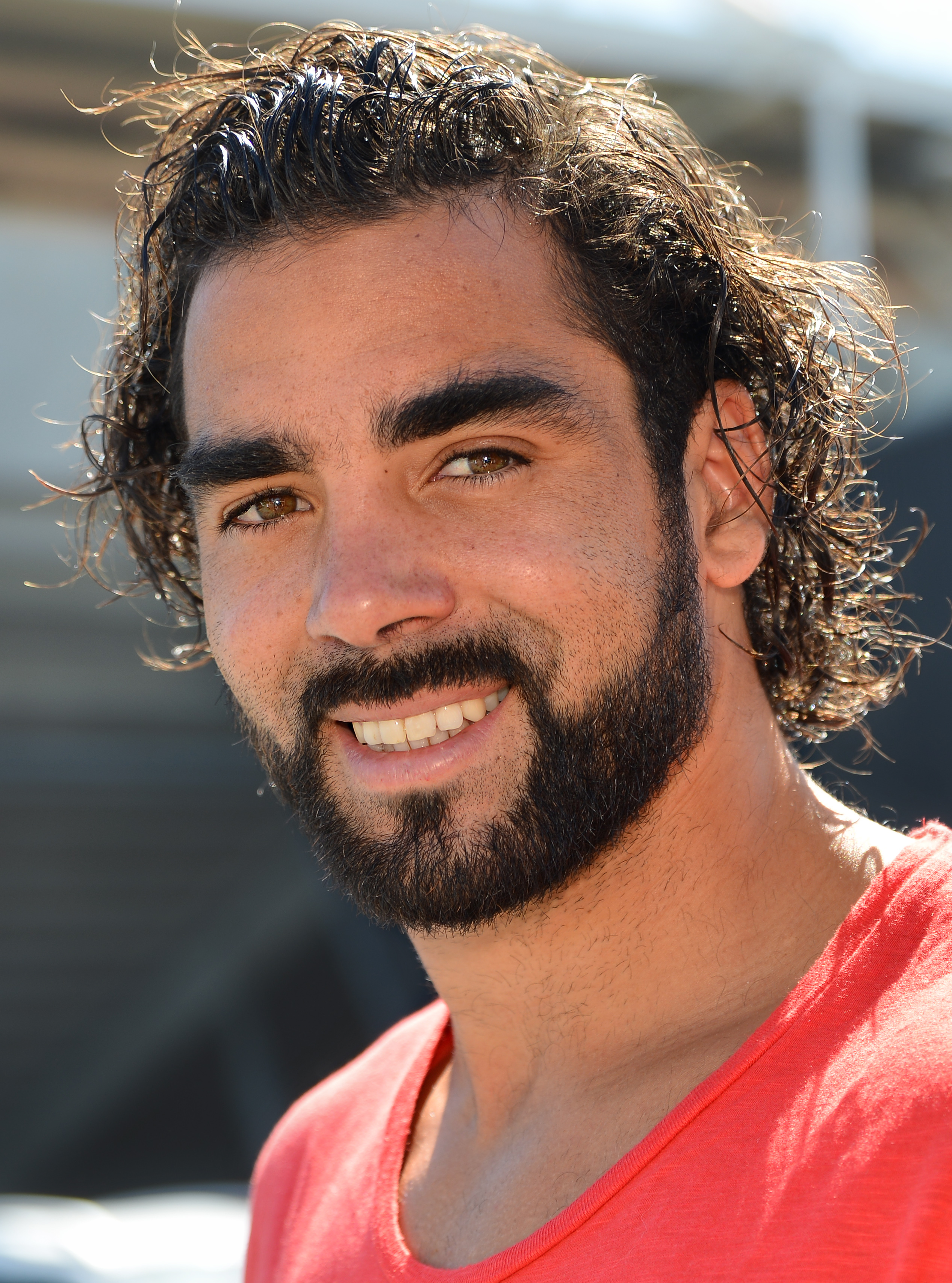
Yoann Huget

| Rang | Joueur               | Poste                  | Essais |
| ---- | -------------------- | ---------------------- | ------ |
| 1    | Sofiane Guitoune     | Centre                 | 12     |
| 2    | Arthur Bonneval      | Ailier                 | 10     |
| 3    | Yoann Huget          | Ailier                 | 9      |
| 4    | Thomas Ramos         | Arrière                | 7      |
| 5    | Romain Ntamack       | Centre                 | 6      |
| -    | Cheslin Kolbe        | Ailier                 | 6      |
| 7    | Lucas Tauzin         | Ailier                 | 5      |
| -    | Sébastien Bézy       | Demi de mêlée          | 5      |
| -    | Antoine Dupont       | Demi de mêlée          | 5      |
| 10   | François Cros        | Troisième ligne aile   | 4      |
| 11   | Zack Holmes          | Demi d'ouverture       | 3      |
| -    | Matthis Lebel        | Ailier                 | 3      |
| -    | Piula Faasalele      | Deuxième ligne         | 3      |
| -    | Maxime Médard        | Ailier                 | 3      |
| -    | Joe Tekori           | Deuxième ligne         | 3      |
| 16   | Julien Marchand      | Talonneur              | 2      |
| -    | Maxime Mermoz        | Centre                 | 2      |
| -    | Alban Placines       | Troisième ligne aile   | 2      |
| -    | Selevasio Tolofua    | Troisième ligne centre | 2      |
| -    | Gillian Galan        | Troisième ligne centre | 2      |
| -    | Pita Ahki            | Centre                 | 2      |
| -    | Guillaume Marchand   | Talonneur              | 2      |
| 23   | Peato Mauvaka        | Talonneur              | 1      |
| -    | Richie Gray          | Deuxième ligne         | 1      |
| -    | Rynhardt Elstadt     | Troisième ligne aile   | 1      |
| -    | Clément Castets      | Pilier                 | 1      |
| -    | Louis-Benoît Madaule | Troisième ligne aile   | 1      |
| -    | Pierre Pagès         | Demi de mêlée          | 1      |
| -    | Richie Arnold        | Deuxième ligne         | 1      |
| -    | Sam Matavesi         | Talonneur              | 1      |

### En Coupe d'Europe

#### Meilleurs réalisateurs
- Thomas Ramos
- Cheslin Kolbe

| Rang | Joueur         | Poste            | Points | Essais | Transf. | Pén. | Drops |
| ---- | -------------- | ---------------- | ------ | ------ | ------- | ---- | ----- |
| 1    | Thomas Ramos   | Arrière          | 72     | 0      | 9       | 18   | 0     |
| 2    | Cheslin Kolbe  | Ailier           | 12     | 2      | 1       | 0    | 0     |
| 3    | Romain Ntamack | Centre           | 10     | 1      | 1       | 1    | 0     |
| 4    | Zack Holmes    | Demi d'ouverture | 9      | 0      | 3       | 1    | 0     |

#### Meilleurs marqueurs

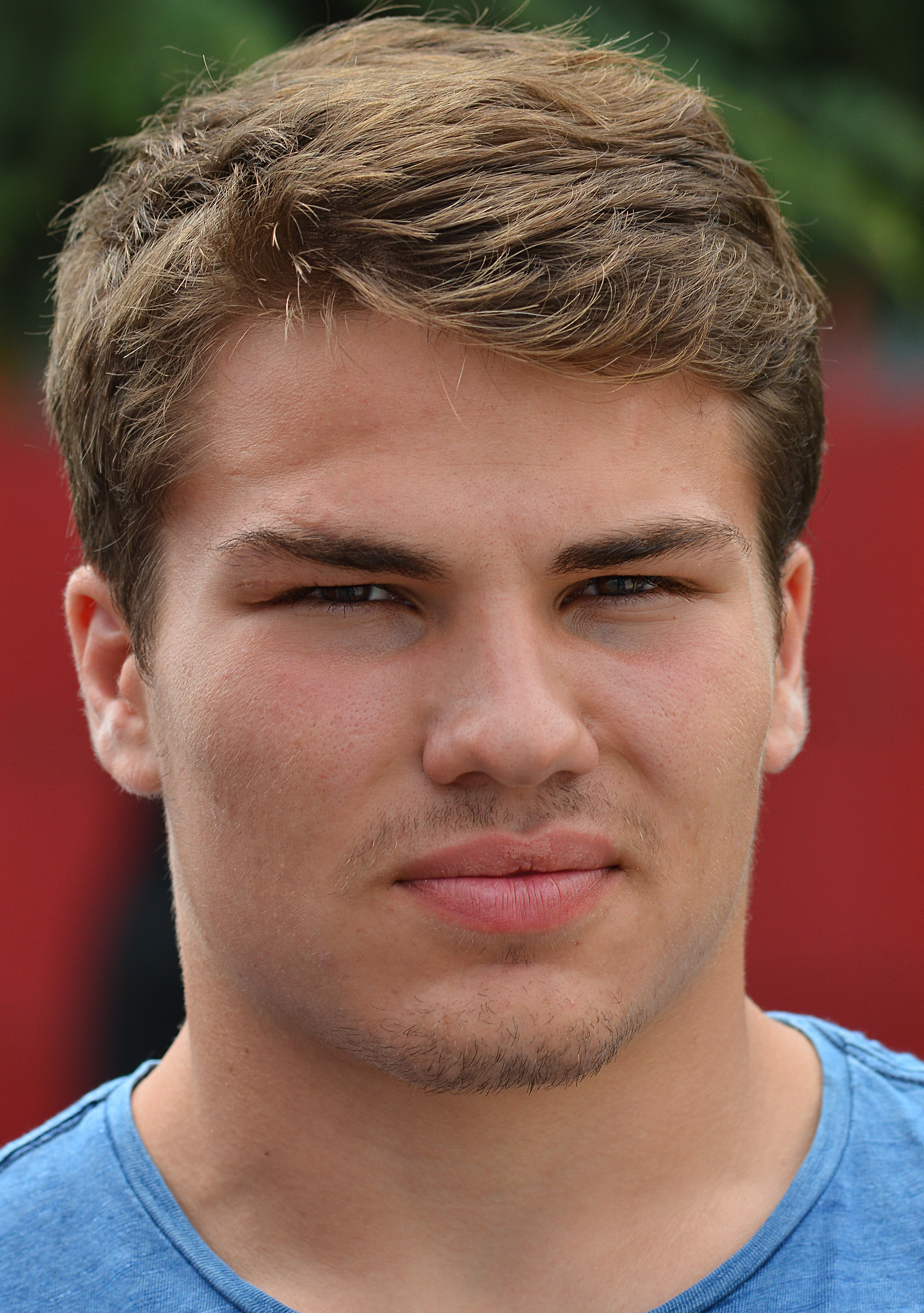
Antoine Dupont
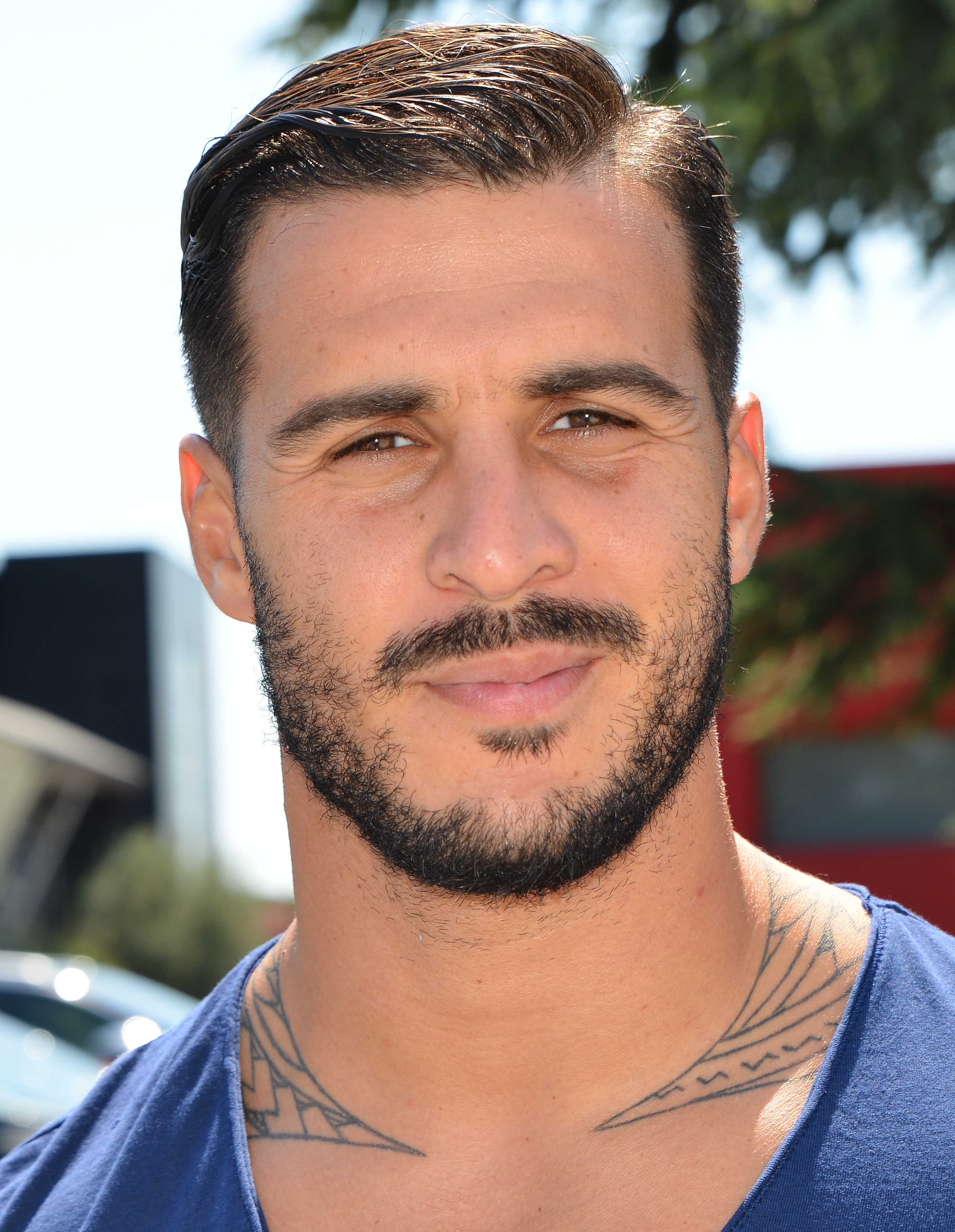
Sofiane Guitoune
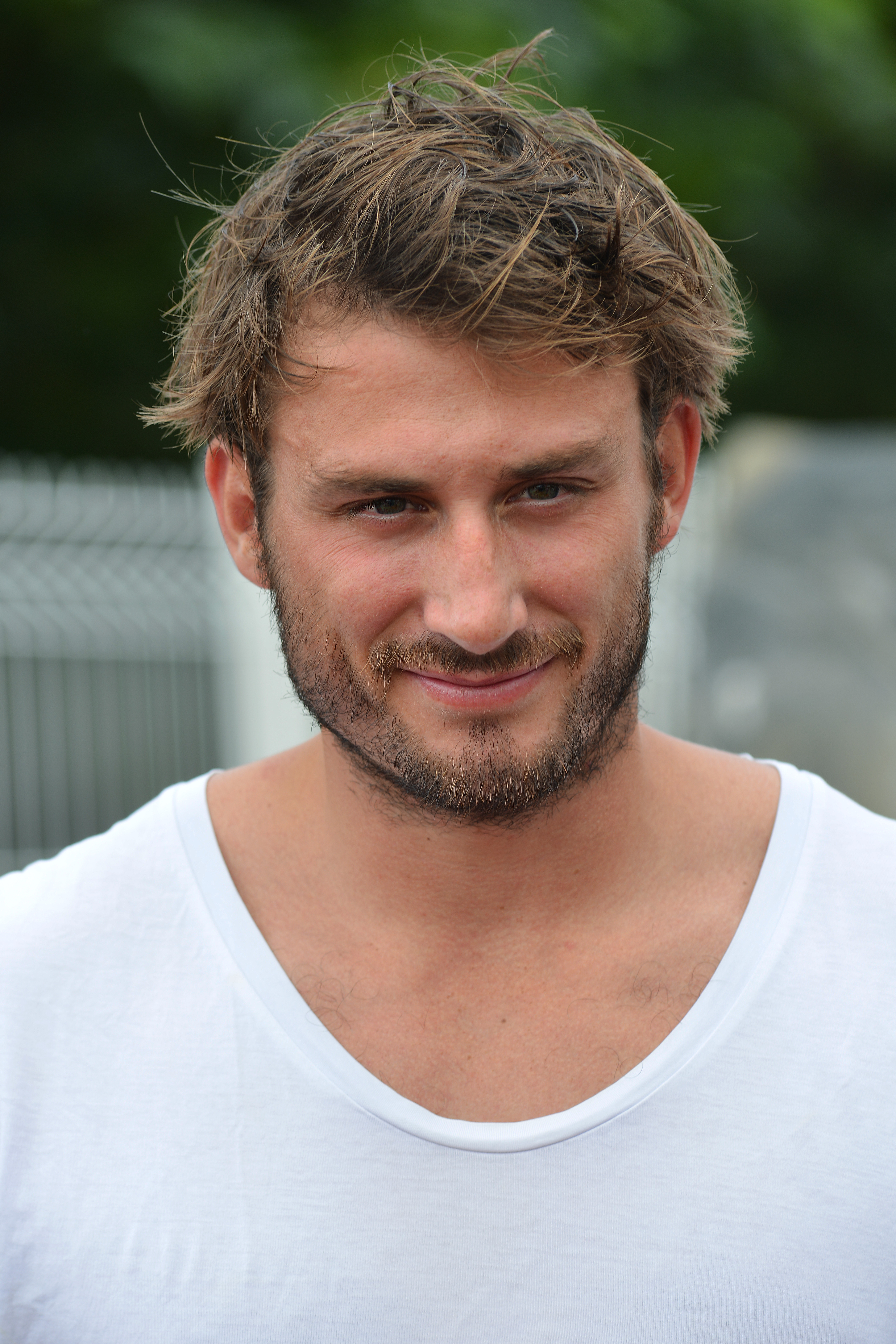
Maxime Medard

| Rang | Joueur           | Poste          | Essais |
| ---- | ---------------- | -------------- | ------ |
| 1    | Antoine Dupont   | Demi de mêlée  | 5      |
| 2    | Sofiane Guitoune | Centre         | 4      |
| -    | Maxime Médard    | Arrière        | 4      |
| 4    | Cheslin Kolbe    | Ailier         | 2      |
| -    | Iosefa Tekori    | Deuxième ligne | 2      |
| 6    | Yoann Huget      | Ailier         | 1      |
| -    | Romain Ntamack   | Centre         | 1      |

## Sélections internationales

### Liste groupe France
Deux joueurs du Stade toulousain font partie de la liste Groupe France de 40 joueurs annoncée par Jacques Brunel en début de saison :
- Yoann Huget,
- Maxime Médard.

Cinq toulousains sont eux dans la liste Groupe France Développement, groupe de 20 jeunes à fort potentiel également suivi par le staff des Bleus :
- Dorian Aldegheri,
- Cyril Baille,
- Antoine Dupont,
- Julien Marchand,
- Romain Ntamack.

### Matchs internationaux de rugby à XV
Cheslin Kolbe (Afrique du Sud), David Ainuu (États-Unis), Julien Marchand, Romain Ntamack, Thomas Ramos et Dorian Aldegheri connaissent leurs premières capes internationales cette saison.
| Joueur              | Poste           | Pays           | Compétition                    | Sélections (points) |
| ------------------- | --------------- | -------------- | ------------------------------ | ------------------- |
| Cheslin Kolbe       | Ailier          | Afrique du Sud | Rugby Championship, Test match | 7 (10)              |
| David Ainuu         | Pilier          | États-Unis     | Test match, Americas Rugby     | 5 (0)               |
| Dorian Aldegheri    | Pilier          | France         | Six Nations                    | 4 (0)               |
| Julien Marchand     | Talonneur       | France         | Test match, Six Nations        | 2 (0)               |
| Antoine Dupont      | Demi de mêlée   | France         | Test match, Six Nations        | 7 (5)               |
| Romain Ntamack      | Centre          | France         | Six Nations                    | 5 (15)              |
| Yoann Huget         | Ailier          | France         | Test match, Six Nations        | 7 (20)              |
| Maxime Médard       | Arrière         | France         | Test match, Six Nations        | 6 (0)               |
| Thomas Ramos        | Arrière         | France         | Six Nations                    | 4 (5)               |
| Leonardo Ghiraldini | Talonneur       | Italie         | Test match, Six Nations        | 8 (0)               |
| Piula Faasalele     | Troisième ligne | Samoa          | Test match                     | 2 (0)               |

### Barbarians
- Romain Ntamack est titulaire le 10 novembre 2018 avec les Barbarians français face aux Tonga. Il inscrit un essai et passe une transformation. Présent dans la liste initiale, Thomas Ramos et Florian Verhaeghe déclarent forfait la semaine précédant la rencontre.

### Sélectionnés pour la Coupe du monde 2019
Sept joueurs du Stade toulousain sont sélectionnés avec l'équipe de France pour participer à la Coupe du monde 2019 : Antoine Dupont (14 sélections), Sofiane Guitoune (5 sélections), Yoann Huget (58 sélections), Peato Mauvaka (0 sélection), Maxime Médard (56 sélections), Romain Ntamack (4 sélections) et Thomas Ramos (4 sélections). François Cros (0 sélection) fait partie des 6 réservistes qui peuvent intégrer le groupe en cas de blessure. Cyril Baille et Sébastien Bézy était dans la liste des 65 joueurs présélectionnés en mai 2019 par Jacques Brunel mais ne sont pas conservés dans le groupe réduit à 37. Cyril Baille rejoint la liste des réservistes en juillet 2019 après le forfait d'Étienne Falgoux puis intègre le groupe définitif qui participe au mondial, préféré à Dany Priso.
Sam Matavesi est dans la présélection de 50 joueurs des Fidji annoncé en mai 2019 puis il est sélectionné dans le groupe définitif de 31 joueurs en août 2019.
Cheslin Kolbe (4 sélections) et Rynhardt Elstadt (0 sélection) sont sélectionnés pour participer au Rugby Championship (21 juillet-11 août) qui permet à l'équipe d'Afrique du Sud de préparer la Coupe du monde. Seul Kolbe est finalement sélectionné pour participer à la compétition.
De la même manière, David Ainuu est sélectionné pour disputer la Pacific Nations Cup durant l'été puis le mondial au Japon.
Écarté des terrains à partir de mars 2019, Leonardo Ghiraldini parvient tout de même à intégrer le groupe italien pour la compétition. Le Stade toulousain permet ainsi à trois de ces talonneurs (Mauvaka, Ghiraldini et Matavesi) de participer au mondial alors même que le capitaine et titulaire du poste au club est contraint de déclarer forfait.
Piula Faasalele est lui sélectionné dans le groupe samoan pour la compétition.

## Aspects sociaux économiques

### Affluence à domicile
Les bons résultats du Stade toulousain pousse le club à retourner au Stadium pour la première fois depuis le 16 avril 2017. Toulouse y reçoit le RC Toulon et réalise un match à guichet fermé. Sur l'ensemble de la saison, l'équipe réalise cinq matches à guichet fermé : deux au Stadium (Toulon et Clermont) et trois à Ernest-Wallon (Castres, Bath et Perpignan).
| Journée | Date et horaire                   | Stade               | Adversaire            | Affluence |
| ------- | --------------------------------- | ------------------- | --------------------- | --------- |
| 3       | Samedi 8 septembre 2018 (17:00)   | Stade Ernest-Wallon | Stade rochelais       | 14 526    |
| 4       | Samedi 15 septembre 2018 (20:45)  | Stade Ernest-Wallon | Racing 92             | 14 200    |
| 6       | Samedi 29 septembre 2018 (15:10)  | Stade Ernest-Wallon | Castres olympique     | 18 838    |
| 7       | Samedi 6 octobre 2018 (20:45)     | Stade Ernest-Wallon | SU Agen               | 14 213    |
| 9       | Samedi 3 novembre 2018 (20:45)    | Stade Ernest-Wallon | Union Bordeaux Bègles | 14 372    |
| 11      | Dimanche 2 décembre 2018 (16:50)  | Stade Ernest-Wallon | Stade français        | 17 729    |
| 13      | Dimanche 30 décembre 2018 (20:45) | Stadium             | RC Toulon             | 32 721    |
| 15      | Dimanche 27 janvier 2019 (12:30)  | Stade Ernest-Wallon | FC Grenoble           | 10 767    |
| 17      | Samedi 23 février 2019 (18:00)    | Stade Ernest-Wallon | Montpellier HR        | 15 839    |
| 19      | Dimanche 17 mars 2019 (16:50)     | Stade Ernest-Wallon | Lyon OU               | 15 398    |
| 22      | Dimanche 14 avril 2019 (16:50)    | Stadium             | ASM Clermont          | 32 769    |
| 24      | Samedi 4 mai 2019 (14:45)         | Stade Ernest-Wallon | Section paloise       | 18 500    |
| 26      | Samedi 25 mai 2019 (16:30)        | Stade Ernest-Wallon | USA Perpignan         |           |

| Journée | Date et horaire                    | Stade               | Adversaire | Affluence |
| ------- | ---------------------------------- | ------------------- | ---------- | --------- |
| 2       | Dimanche 21 octobre 2018 (16:15)   | Stade Ernest-Wallon | Leinster   | 17 852    |
| 4       | Samedi 15 décembre 2018 (16:15)    | Stade Ernest-Wallon | Wasps      | 16 737    |
| 6       | Dimanche 29 septembre 2018 (16:15) | Stade Ernest-Wallon | Bath       | 18 754    |

### Diffusion télévisée
Les droits du Top 14 sont détenus par le groupe Canal+ qui retransmet l'intégralité des rencontres, dont celles du Stade toulousain.
Pour la coupe d'Europe, les droits télévisuels sont partagés entre les groupes BeIn Sports et France Télévisions. Le premier diffuse l'ensemble des matches du Stade toulousain tandis que le second retransmet trois matches de poule ainsi que le quart-de-finale contre le Racing 92 et la demi-finale contre le Leinster sur France 2.
La finale de Top 14 est diffusée à la fois sur Canal+ et sur France 2.
| Date et horaire                  | Match                                    | Compétition                          | Chaîne   | Commentateurs                     | Audience moyenne          | Audience moyenne | Réf.   |
| Date et horaire                  | Match                                    | Compétition                          | Chaîne   | Commentateurs                     | Nombre de téléspectateurs | PDM              | Réf.   |
| -------------------------------- | ---------------------------------------- | ------------------------------------ | -------- | --------------------------------- | ------------------------- | ---------------- | ------ |
| Dimanche 21 octobre 2018 (16:15) | Stade toulousain - Leinster              | Coupe d'Europe                       | France 2 | Matthieu Lartot et Raphaël Ibañez | 1 080 000                 | 11,2 %           | [ 29 ] |
| Dimanche 21 avril 2018 (16:15)   | Leinster - Stade toulousain              | Quart-de-finale de la Coupe d'Europe | France 2 | Matthieu Lartot et Raphaël Ibañez | 1 310 000                 | 14,8 %           | [ 30 ] |
| Dimanche 15 juin 2018 (20:45)    | Stade toulousain - ASM Clermont Auvergne | Finale du Top 14                     | France 2 | Matthieu Lartot et Fabien Galthié | 3 200 000                 | 17,2 %           | [ 31 ] |
| Dimanche 15 juin 2018 (20:45)    | Stade toulousain - ASM Clermont Auvergne | Finale du Top 14                     | Canal+   | Éric Bayle et Thomas Lombard      | 792 000                   | 4,3 %            | [ 31 ] |

## Récompenses individuelles
- Prix World Rugby :
  - Révélation World Rugby de l'année : Romain Ntamack,
  - Nomination : meilleur joueur World Rugby de l'année : Cheslin Kolbe.
- Oscars du Midi olympique
  -  Oscar monde : Cheslin Kolbe
  -  Oscar d'or : Antoine Dupont
- Nuit du rugby :
  - Meilleur joueur du Top 14 : Cheslin Kolbe
  - Meilleur staff du Top 14
  - Meilleur joueur du Top 14 à la coupe du monde 2019 : Cheslin Kolbe
  - Prix du fair play : Jerome Kaino (pour avoir laissé Julien Marchand soulever le Bouclier de Brennus lors de la finale du Top 14 alors qu'il portait lui-même le brassard lors du match).